# Васькино (Тверская область)
Васькино — деревня в Весьегонском муниципальном округе Тверской области.

## География
Деревня находится в северо-восточной части Тверской области на расстоянии приблизительно 17 км на северо-запад по прямой от районного центра города Весьегонск.

## История
Деревня возникла как хутор в начале XX века. Дворов в деревне было 9 (1926), 30(1963), 15 (1993), 6 (2008). До 2019 года входила в состав Ёгонского сельского поселения до упразднения последнего.

## Население
Численность населения: 60 (1926), 65(1963), 17 (1993), 10 человек (русские 100 %) в 2002 году, 7 в 2010.